# Los tres cuervos

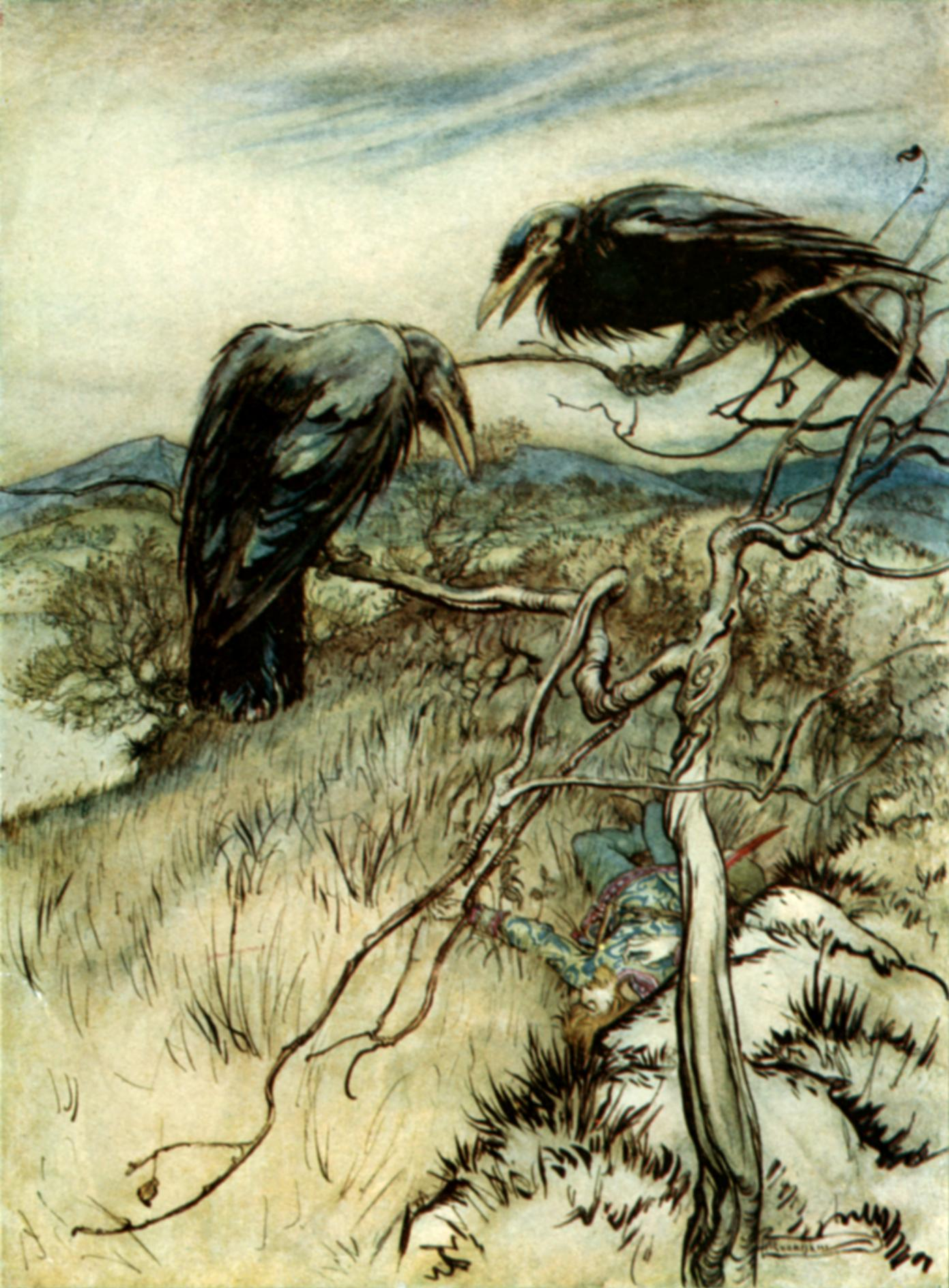
«Dos cuervos» ilustración que se cree de 1919.

Los tres cuervos es una balada folklórica tradicional inglesa impresa en el libro de canciones Melismata de Thomas Ravenscroft de 1611, pero quizás es de mucho antes.
La balada toma la forma de tres aves carroñeras que conversan acerca de dónde y lo que deben comer. Se cita a un caballero muerto recientemente, pero se encuentran con que es custodiado por sus leales halcones y perros. Además, una "cierva", una obvia metáfora de la amante embarazada del caballero viene hasta donde está su cuerpo, besa sus heridas, lo lleva lejos y lo entierra, dejando a los cuervos sin comida. El narrador, sin embargo, se aleja poco a poco desde el punto de vista de los cuervos, que termina con "Dios envíe a cada caballero / Tales halcones, tales sabuesos, y tal amante". -es el comentario del narrador en la acción, en lugar de los cuervos cuya discusión se describe anteriormente. 

## Texto
La letra de "The Three Ravens" está aquí transcritas utilizando la ortografía de 1611. Pueden ser cantadas ya sea directamente a través de estrofas de cuatro versos cada una, o en estrofas de dos líneas cada repetición de la primera línea de tres veces en función del tiempo que el intérprete le gustaría la balada para durar. El segundo método parece ser el más canónico, por lo que es lo que se ilustra a continuación. Los estribillos se cantan en todas las estrofas, pero solo se muestran en la primera.
"There were three rauens sat on a tree,
downe a downe, hay downe, hay downe,,
There were three rauens sat on a tree,
with a downe,
There were three rauens sat on a tree,
They were as blacke as they might be.
With a downe, derrie, derrie, derrie, downe, downe.
The one of them said to his mate,
Where shall we our breakfast take?
Downe in yonder greene field,
There lies a Knight slain under his shield,
His hounds they lie downe at his feete,
So well they can their Master keepe,
His Hawkes they flie so eagerly,
There's no fowle dare him come nie
Downe there comes a fallow Doe,
As great with yong as she might goe,
She lift up his bloudy head,
And kist his wounds that were so red,
She got him up upon her backe,
And carried him to earthen lake,
She buried him before the prime,
She was dead her self ere euen-song time.
God send euery gentleman,
Such haukes, such hounds, and such a Leman".

## Otras lecturas
- A literary analysis of the work: Vernon V Chatman III, «The Three Ravens Explicated», Midwest Folklore, Vol. XIII #3, Summer 1963

- Datos: Q1982361